# Shin Seung-chan
Shin Seung-chan (신승찬; n. 6 des 1994) és una esportista sud-coreana que competeix en bàdminton en la categoria de dobles.